# أمبيسيلين
أمبيسيلين (بالإنجليزية: Ampicillin) هو مضاد حيوي واسع الطيف، يستخدم في علاج الأمراض البكتيرية منذ عام 1961، وهو من عائلة الأمينوبنسلين، يستخدم بشكل أساسي في علاج عدد من الالتهابات البكتيرية، مثل: التهابات الجهاز التنفسي، والتهابات المسالك البولية، والتهاب السحايا، وداء السلمونيلات، والتهاب الشغاف (بطانة القلب). يعطى عن طريق الفم، أو عن طريق الحقن في العضل أو في الوريد. وتشمل آثاره الجانبية الشائعة الطفح الجلدي، والغثيان، والإسهال، وقد تشمل أيضًا التهاب القولون، أو الحساسية المفرطة؛ لذلك لا يجب على المرضى الذين يعانون من حساسية البنسلين استخدامه. كما أن استخدامه أثناء الحمل والرضاعة آمن بشكل عام.

المركب الكيميائي للأمبيسيلين

شكل ثلاثي الأبعاد للمركب الكيميائي للأمبيسيلين

## دواعي الاستعمال

### الأمراض
- التهاب السحايا.[10]
- التهاب الشغاف (بطانة القلب).[11]
- التهابات الجهاز الهضمي التي تسببها المياه أو الطعام الملوثين.[10]
- التهابات المسالك البولية والتناسلية.[10]
- التهاب الأذن الوسطى.
- التهبات الجهاز التنفسي، بما في ذلك التهاب الشعب الهوائية والتهاب البلعوم.[10]
- التهاب الجيوب الأنفية.

يستخدم أيضّا في الوقاية؛ عند المرضى الذين سبق وأن أصيبوا بأمراض القلب الروماتيزمية، أو يخضعون لإجراءات طب الأسنان، أو استئصال الرحم عن طريق المهبل، أو الولادة القيصرية.
كان الأمبيسلين يستخدم أيضًا في علاج السيلان، ولكن يوجد الآن عدد كبير جدًا من السلالات البكتيرية المقاومة للبنسلين.

### البكتيريا
يستخدم الأمبيسلين في علاج التهابات العديد من البكتيريا موجبة الجرام وسالبة الجرام. وقد كان أول بنسلين «واسع الطيف» ذو فعالية ضد البكتيريا موجبة الجرام. ويتم تعزيز طيف نشاطه من خلال إعطاء دواء sulbactam معه، وهو دواء يثبط بيتا لاكتاماز؛ وهو إنزيم تنتجه البكتيريا لتعطيل الأمبيسيلين والمضادات الحيوية المشابهة. ويتم استخدامه أحيانًا مع المضادات الحيوية الأخرى التي لها آليات عمل مختلفة لزيادة تأثير الجرعة.

### الأشكال الصيدلانية المتاحة
يمكن تناول الأمبيسلين عن طريق الفم، أو الحقن العضلي، أو عن طريق التسريب الوريدي.
الشكل الفموي المتاح: على شكل كبسولات أو شراب عن طريق الفم. لا يُعطى كعلاج أولي للعدوى الشديدة، ولكن كمتابعة للحقن العضلي أو الوريدي.
بالنسبة للحقن: يمكن أن يعطى عن طريق العضل أو الوريد، ويجب إعطاء الحقن الوريدي ببطء؛ لأن الحقن الوريدي السريع يمكن أن يؤدي إلى نوبات تشنج.

## موانع الاستعمال
يمنع إعطاء الأمبيسلين لمن يعانون من فرط الحساسية للبنسلينات لأنها يمكن أن تسبب تفاعلات فرط الحساسية قاتلة، وتشمل: الطفح الجلدي المتكرر، والشرى، والتهاب الجلد التقشري، والحمامى عديدة الأشكال، وانخفاض مؤقت في خلايا الدم الحمراء والبيضاء.

## الآثار الجانبية
الأمبيسلين أقل سمية نسبيًا من المضادات الحيوية الأخرى، وتكون الآثار الجانبية أكثر احتمالًا عند أولئك الذين لديهم حساسية للبنسلين وأولئك الذين لديهم تاريخ من الربو أو الحساسية. وتشمل الآثار الجانبية الأكثر شيوعًا والتي يعاني منها حوالي 10٪ من المرضى: الإسهال والطفح الجلدي. ويمكن أن تكون الآثار الجانبية الأقل شيوعًا: هي الغثيان، والقيء، والحكة، واضطراب الدم.

### الجرعة الزائدة
يمكن أن تسبب جرعة زائدة من الأمبيسلين تغيرات سلوكية، وارتباك، وإغماء، وتشنجات، بالإضافة إلى فرط الحساسية العصبية والعضلية، وعدم توازن الشوارد، والفشل الكلوي.

## التداخلات الدوائية
يتفاعل الأمبيسلين مع البروبينسيد والميثوتريكسات لتقليل إفرازات الكلى. بالإضافة إلى أن جرعات كبيرة من الأمبيسلين يمكن أن تزيد من خطر النزيف مع الاستخدام المتزامن للوارفارين ومضادات التخثر الفموية الأخرى. وإذا تم إعطاؤه في نفس الوقت مع الأمينوغليكوزيدات؛ فيمكنه الارتباط به وإلغاء تنشيطه. ولكن عند تناولهما بشكل منفصل، يمكن للأمينوغليكوزيدات والأمبيسلين تحفيز بعضهما البعض بدلاً من ذلك.
يسبب الأمبيسلين طفح جلدي أكثر عند تناوله مع الوبيورينول.
يمكن جعل لقاح الكوليرا ولقاح التيفوئيد غير فعالين إذا تم إعطاؤهما مع الأمبيسلين. يستخدم الأمبيسلين عادة لعلاج الكوليرا وحمى التيفوئيد، مما يقلل من الاستجابة المناعية التي يجب أن يتصاعدها الجسم.

## ألية العمل
الأمبيسلين موجود في مجموعة البنسلين من المضادات الحيوية بيتا لاكتام وهو جزء من عائلة الأمينوبنسلين. يكافئ الأموكسيسيلين تقريبًا من حيث النشاط. ويعد الأمبيسلين قادر على اختراق البكتيريا موجبة الجرام وبعض البكتيريا سالبة الجرام. وهو يختلف عن البنسلين جي أو بنزيل بنسلين فقط بوجود مجموعة أمينية. تساعد هذه المجموعة الأمينية الموجودة في كل من الأمبيسيلين والأموكسيسيلين على المرور عبر مسام الغشاء الخارجي للبكتيريا سالبة الجرام.
يعمل الأمبيسلين كمثبط لا رجعة فيه لإنزيم ترانسببتيداز، والذي تحتاجه البكتيريا لصنع جدار الخلية. يمنع المرحلة الثالثة والأخيرة من تركيب جدار الخلية البكتيرية في الانشطار الثنائي، مما يؤدي في النهاية إلى تحلل الخلية.